# Estado Soberano del Cauca
El Estado Soberano del Cauca fue una división administrativa y territorial de los Estados Unidos de Colombia. El ente territorial, creado el 15 de junio de 1857 con el nombre de Estado Federal del Cauca, fue oficialmente reconocido como Estado de la Federación en la constitución nacional de 1858, y finalmente denominado Soberano en la constitución nacional de 1863. Llamado coloquialmente "Gran Cauca", este estado era el más grande y rico de la Unión. El estado subsistió hasta el 7 de septiembre de 1886 cuando entra en rigor la Constitución política colombiana de 1886 y pasa a llamarse Departamento del Cauca.

## Historia
Durante la primera independencia de Colombia (la denominada Patria Boba), las ciudades de Anserma (Ansermanuevo), Buga, Cali, Caloto, Cartago, Iscuandé, Popayán y Toro ya se habían declarado estado soberano e independiente con el nombre de Ciudades Confederadas del Valle del Cauca. Dichas provincias, junto con las de Chocó y Pasto, fueron luego integrantes de la Gran Colombia como parte del departamento del Cauca; una vez se desintegró dicha nación todas estas provincias formaron parte de la República de la Nueva Granada (si bien existió lucha contra la República del Ecuador por la pertenencia de Pasto y Popayán), con el mismo territorio de 1810; en 1835 fueron segregadas las provincias de Buenaventura y Pasto de la de Popayán, y en 1843 esta última fue subdividida en tres provincias: Popayán, Cauca y Barbacoas, más la completa segregación del territorio del Caquetá.
Debido a los aires federalistas que estaba tomando la nación, el congreso de la entonces Confederación Granadina dicta la ley del 15 de junio de 1857 que crea los estados de Bolívar, Boyacá, Cauca, Cundinamarca y Magdalena, con el fin de evitar el rompimiento de la república. Por medio de dicha ley el estado del Cauca se creó a partir de la unión de las provincias neogranadinas de Buenaventura, Chocó, Cauca, Pasto, Popayán, el enorme territorio del Caquetá y de los distritos de Inzá y Calambás, segregados estos últimos de la provincia de Neiva y agregados a la de Popayán, acto que fue corroborado y ejecutado por el decreto del 25 de junio del mismo año.
Durante la guerra civil de 1860 a 1862 se produjo en la región del Quindío un movimiento separatista que buscaba segregar dicho territorio del Cauca y elevarlo a la condición de estado federado con el nombre de Estado Soberano del Quindío; este perduró apenas entre mayo y agosto de 1860. Su principal impulsor fue Pedro José Carrillo, quien se sublevó contra Tomás Cipriano de Mosquera (entonces presidente del Cauca) a favor de las fuerzas gubernamentales de la Confederación Granadina.
En 1880 se propuso al Congreso la segregación de las provincias de Barbacoas, Caldas, Obando, Pasto, Túquerres, y el territorio del Caquetá, con el fin de crear el Estado Soberano del Sur. Sin embargo, debido a la oposición del gobierno caucano y a la inestabilidad política del momento, el proyecto nunca se concretó.

## Geografía

### Límites

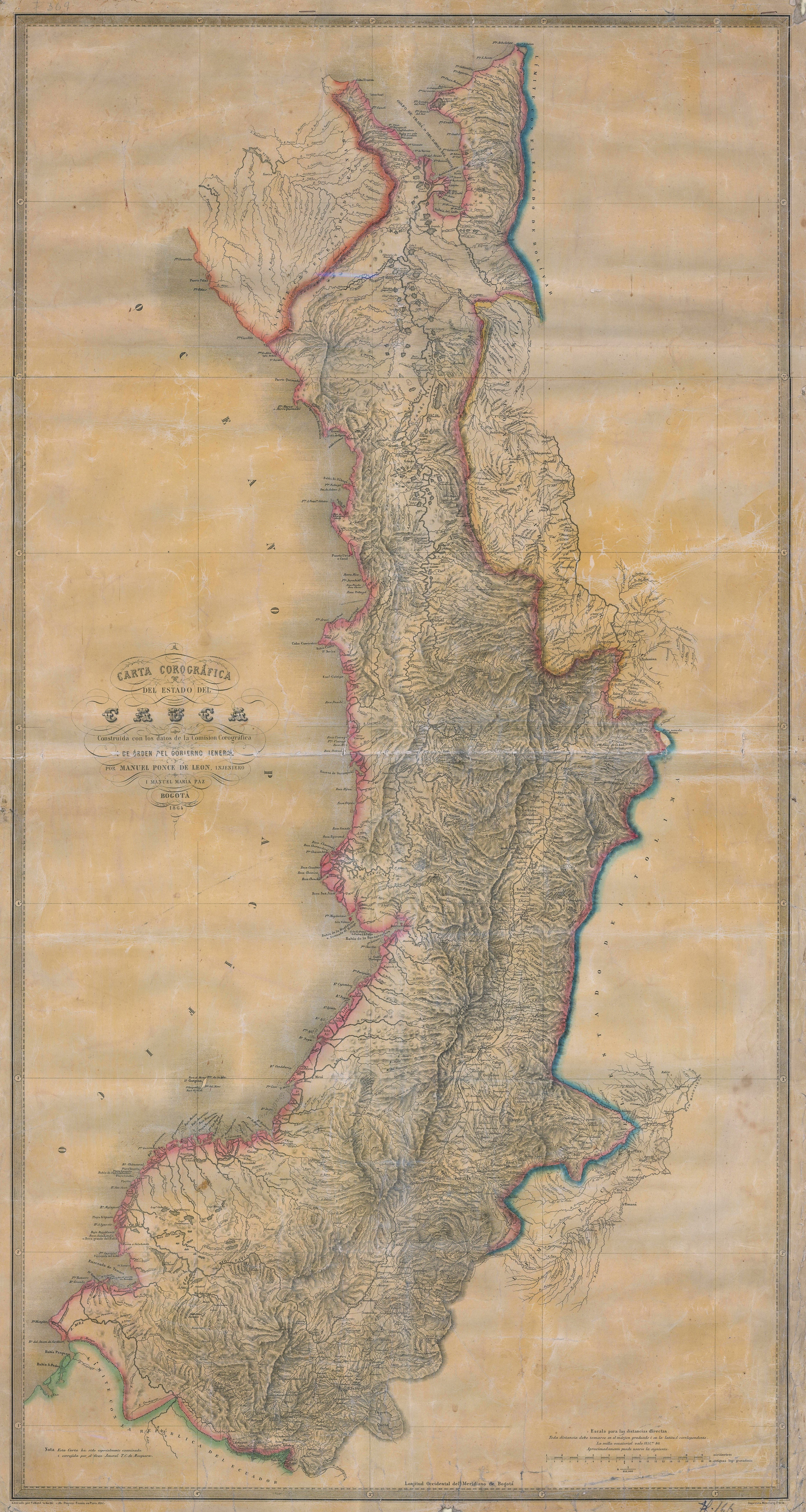
Estado Soberano del Cauca en 1865.

Territorio del Caquetá en 1865.

El Cauca limitaba al norte con el océano Atlántico, al este con los estados de Bolívar, Antioquia, Tolima, y las repúblicas de Venezuela y Brasil, al sur con la república del Ecuador y al oeste con el estado de Panamá y el océano Pacífico. A pesar de su enorme extensión y múltiples fronteras, los linderos entre el Cauca y los demás Estados de la Unión jamás fueron demarcados de forma oficial, es decir, a través de decretos o leyes, aunque en varios documentos geográficos del gobierno se redactaron algunos límites generales; los límites particulares eran:
- Con el océano Atlántico: desde el cabo Tiburón hasta punta Arboletes.

- Con Bolívar: desde la punta Arboletes hasta la boca del río homónimo; este, aguas arriba hasta su cabecera; después por las cumbres de la serranía de Abibe, que separa las aguas que van al golfo de Urabá de las que caen en el Sinú pasando al oeste del alto Carepa y yendo a buscar el morro Chigorodó y el alto Carrizal en dirección al sur.

- Con Antioquia: el Chinchiná desde su cabecera aguas abajo, hasta su unión con el río Cauca; y luego por el Cauca aguas abajo hasta la boca de la quebrada Arquía en su banda izquierda. La quebrada Arquía hasta su origen en la Cordillera Occidental y luego las cumbres de esta cordillera hasta el cerro de Caramanta; luego los farallones del Citará hasta el cerro Plateado, luego la línea al noroeste por el cerro La Horqueta y luego al sur hasta las cumbres que separan las aguas que separan las aguas que van al río Ocaidó de las que van al Bebará; de allí por el noroeste hasta el cerro Piedragorda, siguiendo luego de forma recta al norte hasta la triple unión de los ríos Sucio, Pavarandó y Mongudó, después de atravesar el río Arquía, el cerro Mujandó, río Murrí, cerro Chajeadó, monte Carmelo y Buenavista; de la triple unión por las cumbres que separan las aguas del Murindó de las del Pavarandó; de este punto por las aguas del río Mongudó hasta el camino a Murindó, el cual sigue hasta la confluencia de los ríos León y Leoncito y finalmente hasta la serranía de Abibe.

- Con el Tolima: desde la cabecera del río Chinchiná por la cumbre de la cordillera Central hasta el nevado del Huila; de allí a la cabecera del río Negro de Narváez y por el curso de este hasta la quebrada Arepa, y de esta al río Páez; por el Páez hasta la quebrada Buenosaires y por esta aguas arriba hasta su origen; luego por la cordillera hasta el páramo de Guanacas, para después pasar al páramo de las Papas; de aquí al Macizo Colombiano, siguiendo luego por las cumbres de la cordillera Oriental hasta la cabecera del río Unilla.

- Con Cundinamarca: desde cabecera del río Unilla hasta su entrada en el río Guayabero, y después todo este río, aguas abajo, hasta su confluencia con el Guaviare, y este último hasta su desembocadura en el Orinoco. Antiguamente se tenía por frontera una línea distinta, que corría desde la cabecera del río Unilla, siguiendo por el Guayabero hasta su confluencia con el Guaviare y a partir de aquí una línea que separa las aguas que van al Amazonas y que van al Orinoco, pasando por la serranía de Tunahí, y el intermedio entre los ríos Inírida y Guainía; finalmente hasta llegar a la confluencia del Casiquiare con el Orinoco.

- Con Venezuela: desde el cerro Cupí, línea recta cortando el brazo Maturaca, hasta la piedra del Cocuy en el río Negro; por este río, aguas arriba, hasta la boca del brazo Casiquiare; este abajo hasta su entrada en el Orinoco.

- Con Brasil: desde la entrada del Yavarí por el curso del Amazonas, aguas abajo, hasta la boca del brazo Avatipataná; por este brazo hasta su unión con el Yapurá o Caquetá; por el curso de este río, aguas arriba, hasta el desagüe de la laguna Cumará. De este punto, línea recta hacia el Norte, hasta encontrar el río Negro en la confluencia del Cababurí en frente a Laureto; y por el curso del río Cababurí, aguas arriba, hasta llegar al cerro Cupí en los montes que separan la hoya hidrográfica del Amazonas de la del Orinoco.

- Con Ecuador: desde la boca del río Mataje por todo su cauce hasta su nacimiento en las cumbres de un ramal de los Andes que separa las aguas que descienden al río Mira de las que van al Santiago, por todas estas cumbres hasta la confluencia del río San Juan con el Mira. De este punto por las cumbres de la cordillera que divide las aguas que bajan al Mira de las que van al San Juan hasta la boca de la quebrada Plata en el río Mallasquer; por este río, aguas arriba, hasta la quebrada Aguahedionda, y esta hasta su origen en las faldas del volcán de Chiles; por las cumbres de este hasta tomar el río Carchi aguas abajo hasta el Rumichaca; por el curso de este río hasta la quebrada Tejada; esta, aguas arriba, hasta el cerro de la Quinta; este cerro hasta el de Troya y por su cumbre hasta el llano Grande de los Ríos. En seguida por la quebrada Pun hasta su desagüe en el Chunquer y luego por la cumbre de la cordillera de los Andes pasando por los cerros Mirador de Guaca y Piedras hasta la cima del nevado de Cayambe, que está bajo la línea equinoccial. De aquí por las aguas del río Coca desde su nacimiento hasta su confluencia con el Napo; este río aguas abajo, hasta su unión con el Amazonas, y por el curso de este gran río hasta la entrada del yarari en frente a Tabatinga.

- Con Panamá: del cabo Tiburón a las cabeceras del río La Miel, y siguiendo la cordillera por el cerro de Gandi a la sierra de Churgangún y de Malí, a bajar por el cerro de Nique al alto de Aspavé y de allí a un punto sobre el Pacífico, entre las puntas Cocalito y Ardita.

En la actualidad el territorio que antes correspondía al Estado Soberano del Cauca está repartido entre los departamentos de que se ubican en la costa del Pacífico colombiano y los que se encuentran en la región de la amazonía, así como porciones que actualmente pertenecen a las repúblicas de Ecuador, Perú y Brasil.

### Divisiones administrativas

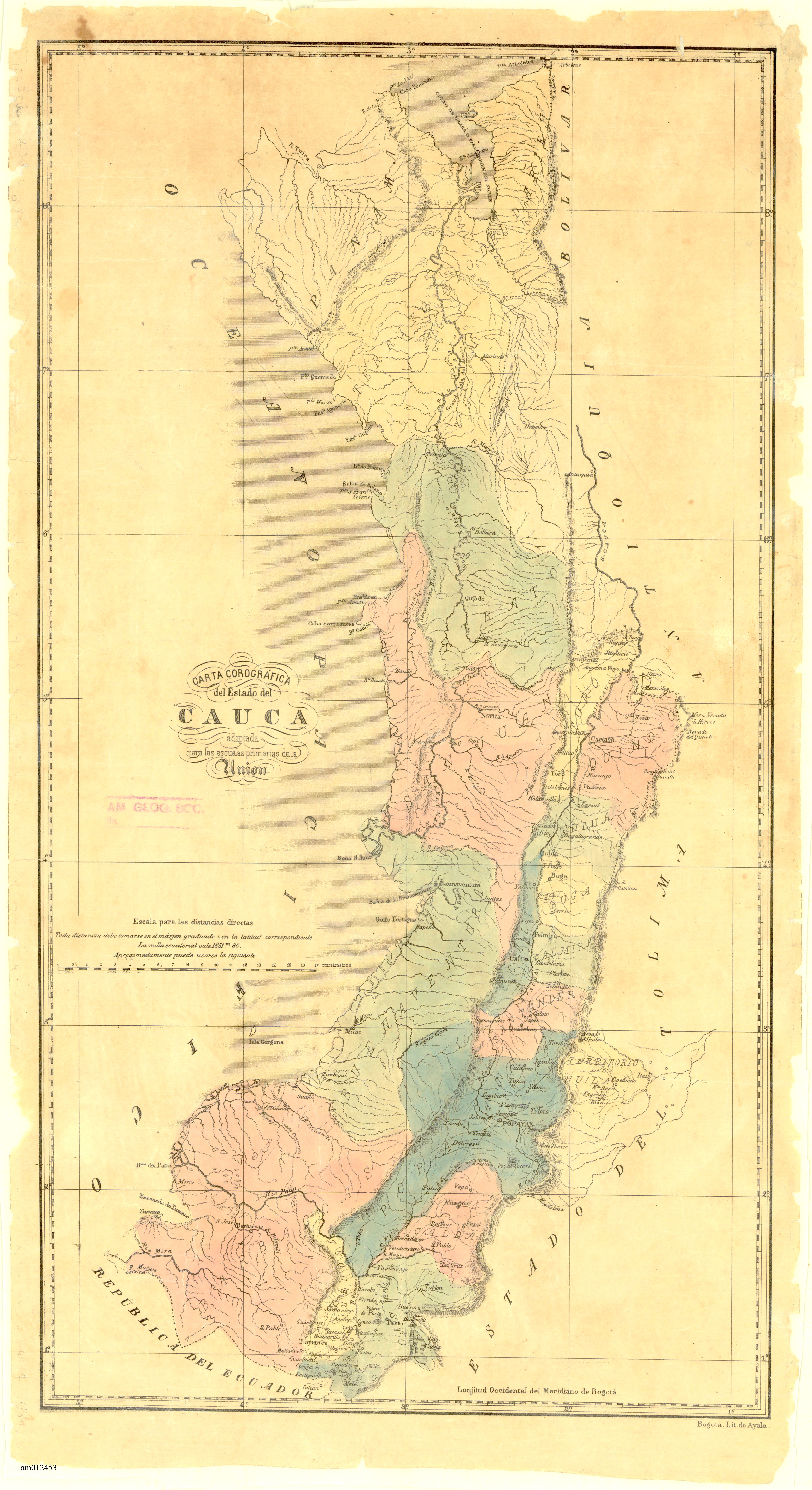
División territorial del Estado Soberano del Cauca, en 1871.

Por virtud de la ley del 15 de junio de 1857 el Estado quedó constituido por las mismas provincias que lo conformaron:
- Barbacoas (capital Barbacoas).
- Buenaventura (capital Cali).
- Chocó (capital Quibdó).
- Cauca (capital Buga).
- Pasto (capital Pasto).
- Popayán (capital Popayán).
- Túquerres (capital Ipiales).

En 1858, las divisiones administrativas del Cauca sufrieron algunas modificaciones y se adoptó una nueva división en 5 provincias más un territorio nacional (las antiguas provincias de Barbacoas y Túquerres fueron suprimidas y luego agregadas a la provincia de Pasto):
- Buenaventura (capital Cali).
- Chocó (capital Quibdó).
- Cauca (capital Buga).
- Pasto (capital Pasto).
- Popayán (capital Popayán).

Por medio de la ley del 11 de octubre de 1859 el Estado se dividió en 14 provincias y 1 territorio:
- Atrato (capital Quibdó).
- Barbacoas (capital Barbacoas).
- Buenaventura (capital Buenaventura).
- Buga (capital Buga).
- Caldas (capital Almaguer).
- Cali (capital Cali).
- Caloto (capital Caloto).
- Palmira (capital Palmira).
- Pasto (capital Pasto).
- Popayán (capital Popayán).
- Quindío (capital Cartago).
- San Juan (capital Nóvita).
- Tuluá (capital Tuluá).
- Túquerres (capital Túquerres).

Para el año 1874 las provincias se habían convertido en municipios y su número aumentado a 16, cada uno de ellos divididos en distritos, y 1 territorio:
- Atrato (capital Quibdó).
- Barbacoas (capital Barbacoas).
- Buenaventura (capital Buenaventura).
- Buga (capital Buga).
- Caldas (capital Almaguer).
- Cali (capital Cali).
- Obando (capital Ipiales).
- Palmira (capital Palmira).
- Pasto (capital Pasto).
- Popayán (capital Popayán).
- Quindío (capital Cartago).
- Santander (capital Santander de Quilichao).
- San Juan (capital Nóvita).
- Toro (capital Toro).
- Tulúa (capital Tuluá).
- Túquerres (capital Túquerres).

### Territorios nacionales
El enorme Territorio Nacional del Caquetá, con capital en Mocoa, pertenecía a la jurisdicción del Estado pero era administrado por el gobierno nacional.